# Isaías Pleci
Isaías Pleci (27 de octubre de 1907 - 27 de diciembre de 1979) fue un ajedrecista argentino, bicampeón nacional.
Pleci, al que se lo apodaba el "Tanque", no fue un jugador de grandes conocimientos teóricos, sin embargo, fue una figura sobresaliente en el mundo del ajedrez argentino durante muchos años. El secreto, según Alberto Foguelman, estaba en su capacidad de simplificar el juego en el momento oportuno para alcanzar buenos finales.
Comienza a jugar en el Círculo de Ajedrez de Vélez Sársfield, pero poco después pasa a representar al Club Jaque Mate. Sus últimos años los pasa en el Círculo de Ajedrez de Villa del Parque.
Se consagra campeón argentino 1929 al vencer a Roberto Grau por 4-2 en mayo de 1930, y retiene el título de 1930 al derrotar a Virgilio Fenoglio en enero de 1931. Forma parte del equipo argentino en las olimpíadas de Varsovia (1935), Estocolmo (1937) y Buenos Aires (1939). En todas esas competencias tienen una gran actuación, sobre todo en la olimpíada de Buenos Aires donde obtiene la medalla de oro al mejor 4.º tablero.